# بیکن هیل (هایندهد، ساری)
بیکن هیل (به انگلیسی: Beacon Hill) یک روستا در بریتانیا است که در ساری واقع شده‌است.